# Kanton L'Escarène
Kanton L'Escarène (fr. Canton de L'Escarène) je francouzský kanton v departementu Alpes-Maritimes v regionu Provence-Alpes-Côte d'Azur. Tvoří ho šest obcí.

## Obce kantonu
- Blausasc
- L'Escarène
- Lucéram
- Peille
- Peillon
- Touët-de-l'Escarène